# Obagueta de les Comelletes
L'Obagueta de les Comelletes és una obaga del terme municipal de Conca de Dalt, al Pallars Jussà, a l'antic terme d'Hortoneda de la Conca, en territori de l'antic poble del Mas de Vilanova.
Està situada a la dreta del riu de Carreu i a l'esquerra de la llau de les Comelletes, a ponent de Vilanoveta, al vessant nord del Serrat de les Comelletes.